# Emacs
Emacs este o clasă de editoare de text multi platforma caracterizate prin extensibilitate. Comenzile de editare din Emacs sunt oferite de pachetele instalate sau pot fi definite de utilizator. De asemenea, utilizatorul poate combina comenzile în macro-uri pentru automatizarea operațiilor repetitive.
Dezvoltarea Emacs a început la mijlocul anilor '70 și continuă activ și astăzi. Editorul se bucura de popularitate printre programatori, prin faptul ca aceștia își pot defini foarte ușor funcționalități noi, ceea ce alte editoare expun doar prin intermediul API-urilor. Fiind bazat pe o implementare Lisp cu un singur fir de execuție, Emacs oferă ușurința limbajelor funcționale combinata cu un model simplu dar puternic de pilotare a interfeței.
Cea mai populara versiune a Emacs este GNU Emacs, parte a GNU și creat de Richard Stallman, care este frecvent numit simplu "Emacs". 
Emacs, alături de Vi, este unul dintre cele mai vechi editoare Unix, ce sunt de asemenea frecvent menționate în "războiul editoarelor" în cultura Unix.